# 1911型大型水雷艇
1911型大型水雷艇（ドイツ語: Großes Torpedoboot 1911）は、ドイツ帝国の大型水雷艇。1911年から1913年にかけて26隻が建造された。その規模から、駆逐艦とみなされる場合もある。
前級となる1906型大型水雷艇最終艇となったG197の後に続く198 - 207を予定されていた連番を1に戻し、より小型で機動性の高い艇として設計された。だが、この試みは安定性を欠き、激しい海況では運用できないため失敗に終わり、加えて燃料の運用にも支障を来した。結果、当時水雷総監であったヴィルヘルム・ランス中将の名から「ランスの障害者」（Lans-Krüppel）とまで称されることとなった。ただし、この計画はアルフレート・フォン・ティルピッツの費用節減路線をランスが踏襲したに過ぎない、とする説も存在している。後継の1913型大型水雷艇では方針を変更し、艇体を拡大している。
AG ヴルカン建造のV1級8隻、ゲルマニアヴェルフト建造のG7級6隻、F・シーヒャウ建造のS13級12隻の3種26隻が建造され、その内V1級2隻がギリシャに輸出されてケラウノス級駆逐艦となっている。これらは、搭載機関、艇体が異なるものの、搭載する武装は同一であった。

## 艇体
| 要目     | 要目       | V1級大型水雷艇             | G7級大型水雷艇          | S13級大型水雷艇 |
| -------- | ---------- | -------------------------- | ----------------------- | --------------- |
| 排水量   | 設計排水量 | 569t                       | 573t                    | 568t            |
| 排水量   | 満載排水量 | 697t                       | 719t                    | 695t            |
| 全長     | 全長       | 71.1m                      | 71.5m                   | 71.5m           |
| 水線長   | 水線長     | 70.2m                      | 71m                     | 71m             |
| 全幅     | 全幅       | 7.6m                       | 7.6m                    | 7.4m            |
| 吃水     | 吃水       | 3.1m                       | 3m                      | 2.8m            |
| 機関     | タービン   | AEGヴルカン蒸気タービン2軸 | ゲルマニアヴェルフト2軸 | シーヒャウ2軸   |
| 機関     | 缶         | 石炭3缶石油1缶             | 石炭3缶石油1缶          | 石炭3缶石油1缶  |
| 機関     | 出力       | 17,000shp                  | 16,000shp               | 15,700shp       |
| 速力     | 速力       | 32kt                       | 32kt                    | 32.5kt          |
| 燃料     | 石炭       | 107t                       | 110t                    | 108t            |
| 燃料     | 石油       | 78t                        | 80t                     | 72t             |
| 航続距離 | 17kt       | 1190海里                   | 1150海里                | 1050海里        |
| 航続距離 | 29kt       | 490海里                    | -                       | 600海里         |
| 乗員     | 乗員       | 74                         | 74                      | 74              |

## 武装
8.8cm（砲身長30口径）単装砲2門、500mm魚雷発射管4門を備えた。加えて機雷18基と魚雷の予備弾1発を搭載可能であった。後に砲はより強力な砲身長45口径の8.8cm砲と交換されている。

## 型式
- V1級大型水雷艇 - 8隻建造、2隻が輸出された。
- G7級大型水雷艇 - 6隻建造。
- S13級大型水雷艇 - 12隻建造。